# Иннеркремс
Иннеркремс (Skigebiet Innerkrems) — горнолыжный курорт в Австрии, расположенный на территории Федеральной Земли Каринтия, в Ноккских Горах. Постоянное население на 2017 год составило 65 человек. С 11 июля 2012 года зона курорта является частью территории биосферного парка Нокберге, защищаемой ЮНЕСКО. Отсюда же начинается дорога Nockalmstrasse, проходящая через всю территорию Нокберге.
На территории Иннеркремса располагается австрийский спортивный центр по горным лыжам Innerkrems Leistungszentrum.

## История
С 14-го века на территории Иннеркремса добывалась коричневая железная руда. Во второй половине XIX-го века рудодобыча была остановлена, а доменные печи закрыты. На территории Иннеркремса создали музей железодобычи. В 1482 году была построена церковь Knappenkirche, названная в честь Апостола Св. Андреаса.
Горнолыжный комплекс был основан в 1964 году и изначально планировался как элитный австрийский курорт, но из-за проблем с менеджментом был в состояние упадка в 2010—2015 годах.  

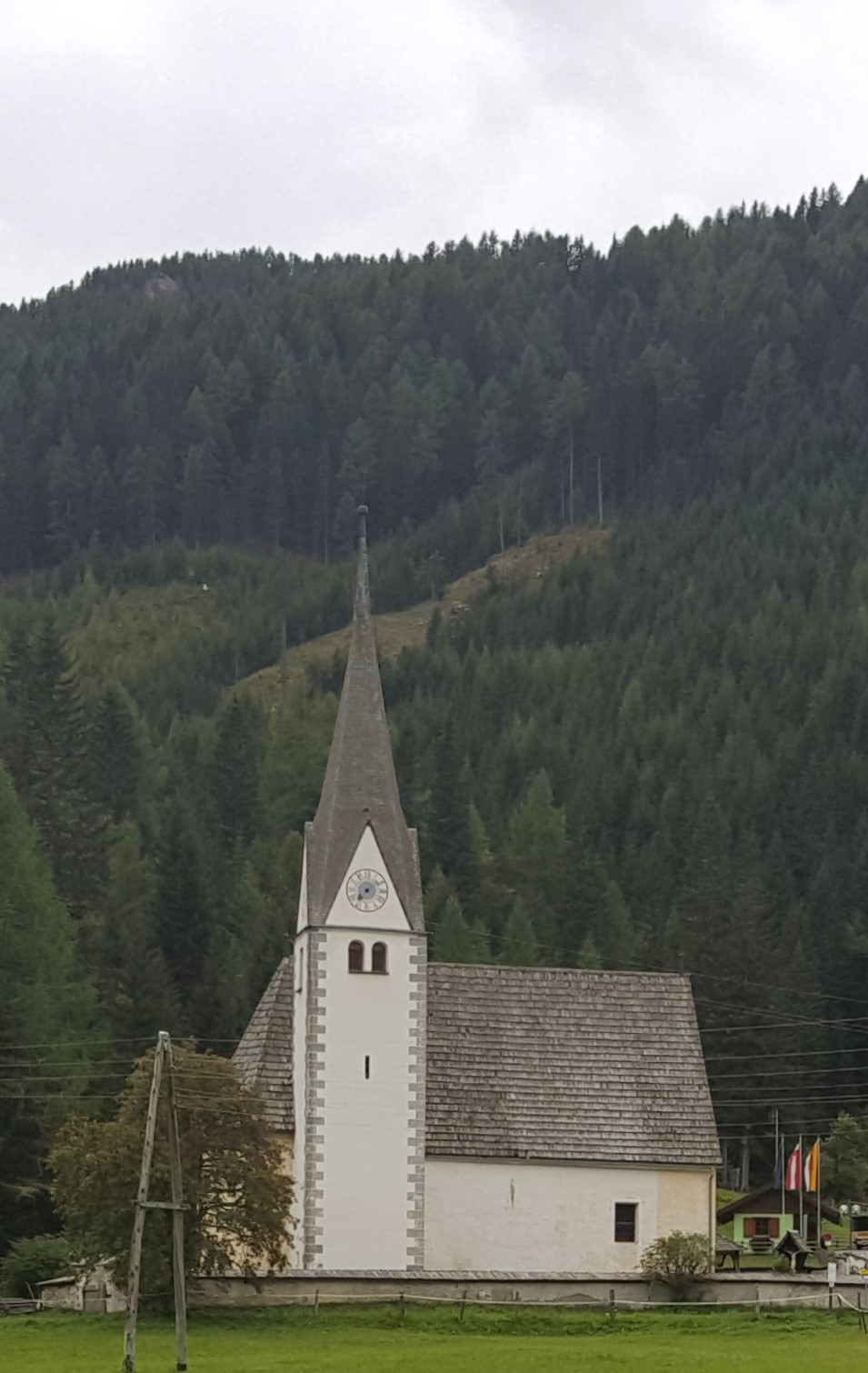
Церковь Knappenkirche

## Курорт
Иннеркремс находится в 109 км от Клагенфурта и в 143 км от Зальцбурга, рядом с границей Федеральных Земель Каринтия и Зальцбург. В Иннеркремсе есть летний и зимний сезоны. Горнолыжный сезон длится с середины декабря по начало апреля.

## Интересные факты
- В Иннеркремсе проходят этапы Кубка Европы по горнолыжному спорту[7].
- В Иннеркремсе проходят ежегодные международные соревнования по гонкам на собачьих упряжках Dog sled races in Innerkrems[8].Гонки на собачьих упряжках в Иннеркремсе

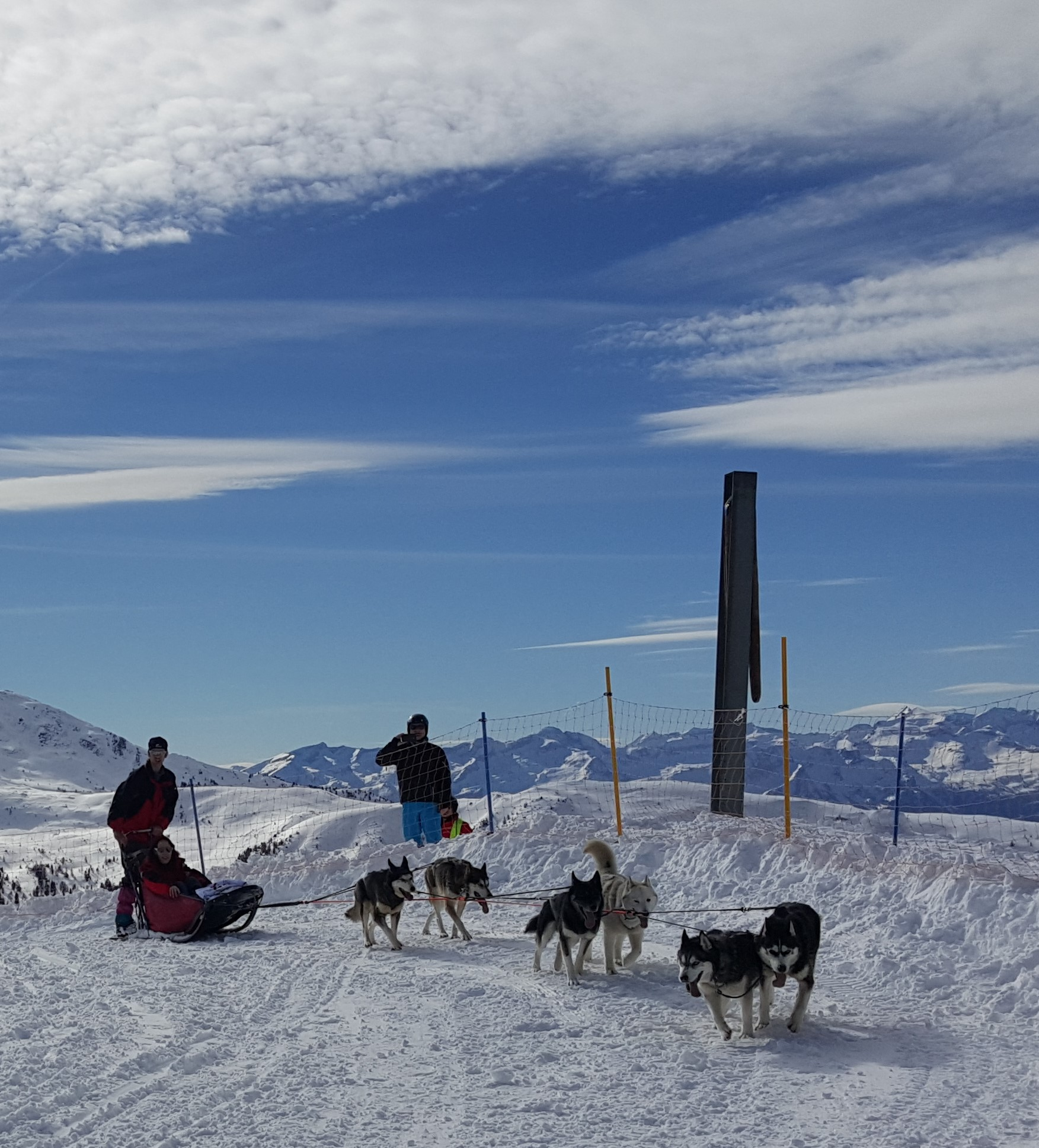
Гонки на собачьих упряжках в Иннеркремсе